# Yigo
Yigo o Yigu è un villaggio del territorio non incorporato statunitense dell'isola di Guam.
Al censimento del 2000 aveva una popolazione di 19.474 abitanti.